# Seachd
Seachd: The Inaccessible Pinnacle (schottisch-gälische Aussprache: [ʃaxk]), – Sieben: Die unzugängliche Spitze – ist ein im Jahr 2007 gedrehter episodenhafter Spielfilm in schottisch-gälischer Sprache und gleichzeitig das Erstlingswerk des Regisseurs Simon Miller. Das Drehbuch wurde von Simon Miller in Zusammenarbeit mit Joanne Cockwell verfasst. In den Hauptrollen sind Patrick Morrison/Pàdruig Moireasdan und der gälische Schriftsteller und Dichter Angus Peter Campbell/Aonghas Pàdraig Caimbeul zu sehen. Der Film besteht aus „sieben“ Episoden, die miteinander locker verbunden sind.
Die Dreharbeiten begannen im April 2006 am Inaccessible Pinnacle (deutsch: unzugängliche Spitze) am Sgùrr Dearg (deutsch: roter Gipfel) in den Cuillin Hills auf der Isle of Skye in Schottland und wurde im August 2006 fertiggestellt. Der Film wurde beim Celtic Media Festival im März 2007 gezeigt und hatte seine Weltpremiere beim 61. Edinburgh International Film Festival im August 2007. Seachd ist der einzige 88 Minuten Spielfilm, der ausschließlich in schottisch-gälischer Sprache gedreht wurde. Es gibt Untertitel in schottisch-gälischer, irischer, walisischer sowie englischer Sprache.

## Handlung
Làn fhìrinn na sgeòil (schottisch-gälische Aussprache: [lˠ̪aːn iːɾʲɪɲ nə s̪kʲɔːl], Die Wahrheit liegt in der Geschichte): Als ein junger Mann namens Angus seinen sterbenden Großvater im Krankenhaus in Glasgow besucht, kann er vor ihm seine stete Suche seit seiner Kindheit nach der Wahrheit nicht verbergen – die Wahrheit über den Tod seiner Eltern und die Wahrheit über die altertümlichen, unglaubwürdigen, furchterregenden Geschichten seines Großvaters. Geschichten, die die gesamte Bandbreite der gälischen Kultur der schottischen Gàidhealtachd widerspiegeln. Geschichten von vergifteten Liebenden, blutiger Rache und Zauberern, Wassermännern und Wasserpferden (Each Uisge) und spanischem Gold. Angus’ Großvater entführt den Jungen in die keltische Kultur Schottlands. Ein letztes Mal geleitet er ihn zu einem der heimtückischsten Berge Schottlands, dem Inaccessible Pinnacle auf der Isle of Skye. Angus findet dort eine Wahrheit, die er nie zu finden glaubte.

## Handlungsaufbau
Zwei Rahmengeschichten unterbrechen die Geschichten des Großvaters immer wieder. Passend zur ersten und zweiten Rahmengeschichte ergänzen die Geschichten des Großvaters das Geschehen während Angus’ Kindheit. Der gälische Name des Films „Seachd“ – „Sieben“ bezieht sich auf die sieben unterschiedlichen Geschichten, die verschiedene Epochen und Zeitebenen umfassen. Die Geschichten greifen als Leitmotiv das Thema Tod und Verlust in unterschiedlicher Weise auf: Tod der Eltern, Tod der Großmutter, Tod des Großvaters, Tod der Geliebten, Tod und Ablehnung der gälischen Sprache und Kultur, Tod und Vertreibung (Highland Clearances) durch die Mächtigen, Verlust von Reichtümern, Tod durch mythische Wesen. Dennoch zeigen die Geschichten die schottisch-gälische Kultur auch in fröhlicher Weise (Ceilidh, Akapella-Gesang, lustige Szenen), wobei die Schwermut der Landschaft und die Traurigkeit des Leitmotivs den Film dominieren.
- 1. erste Vorgeschichte: Angus’ Eltern verunglücken auf dem Sgurr Dearg
- 2. erste Rahmengeschichte: Angus (erwachsen) am Sterbebett des Großvaters
- 3. zweite Rahmengeschichte: Angus als Kind beim Großvater
- 4. erste Geschichte: Die Geschichte vom rosafarbenen Schneeglöckchen
- 5. zweite Geschichte: Die Geschichte vom Mädchen und dem Zauberer
- 6. dritte Geschichte: Die Geschichte vom Spanier und dem Goldschatz
- 7. vierte Geschichte: Die Geschichte von Sìleas und dem Wasserpferd
- 8. zweite Rahmengeschichte: Angus als Kind beim Großvater
- 9. erste Rahmengeschichte: Angus mit dem Großvater am Sgùrr Dearg

## Mitwirkende
- Angus Peter Campbell/Aonghas Pàdraig Caimbeul als Großvater,
- Patrick Morrison/Pàdruig Moireasdan als Aonghas (9 Jahre alt),
- Coll Macdonald/Colla Dòmhnallach als Aonghas (20 Jahre alt),
- Dolina MacLennan als Großmutter,
- David Walker/Daibhidh Walker als Archie,
- Winnie Brook Young als Màiri,
- Chris Macdonald/Crìsdean Dòmhnallach als Donnchadh,
- Annie Macleod/Annie NicLeòid als Akira Gunn,
- Calum MacFhionghain als der Zauberer,
- Scott Handy als Patrick Loch,
- Toby Robertson als Herzog von Sutherland,
- Màrtainn Mac an t-Saoir als Akiras Vater,
- Iain Macrae als Macdonald/An Dòmhnallach,
- Vidal Sancho als der Spanier,
- Isabel NicRath als Sìleas,
- Meg Bateman als Sìleas’ Mutter,
- Charles Quinnell/Tearlach Quinnell als Each Uisge/Wassermann,
- Kathleen MacInnes/Kathleen NicAonghais als Catriona,
- Eòghainn MacFhionghain als Calum,
- Angus Macdonald/Aonghas MacDhòmhnaill als der älteste Sohn/Am Mac Bu Sine,
- Kathleen Macdonald/Kathleen NicDhòmhnaill als Ailsa Macleod/Eilis NicLeòid,
- Iain “Seonachan” MacLeòid als Alec,
- Aonghas Iain MacDhòmhnaill als Eòghainn,
- Lachlan Graham als Neach-Leanmhainn,
- Niall Caimbeul als Geàrrd/Neach-ciùil,
- Coinneach MacEalair Saighdear,
- Jim Sutherland als Neach-ciùil,
- Marian Lloyd als Neach-ciùil,
- Iseabail Strachan als Neach-ciùil,
- Fiona NicAsgaill als Neach-ciùil

## Weitere Filme mit schottisch-gälischer Sprache
- Der Adler der neunten Legion (2011): Alle Pikten sprechen in unterschiedlichen schottisch-gälischen Dialekten.
- Merida (2012): Das Wiegenlied „A Mhaighdean Bhan Uasal“ (Edele schöne Magd) wird auf schottischem Gälisch gesungen. Dies ist der einzige Walt-Disney-Film mit schottisch-gälischem Text.
- Braveheart (1995): Wallace ruft auf Gälisch „Alba gu brath“ (Schottland für immer).
- Rob Roy (1995): Eine Frau (Karen Matheson) singt das Volkslied: Ailein duinn (dunkelhaariger Alan).